# Ksibet Thrayet
Ksibet Thrayet o Ksiba Thrayet (àrab: القصيبة الثريات, al-Qṣība aṯ-Ṯrayāt) és una municipalitat o baladiyya de Tunísia, situada 5 quilòmetres al sud de Sussa sobre l'eix que uneix Sussa amb M'Saken. Es pot considerar com un raval del Gran Sussa. Està formada per dues viles contigües, Ksibet Sousse i Thrayet. Forma part administrativament de la governació de Sussa, i constituïa el 2004 una municipalitat de 8.762 habitants, 6.721 habitants a Ksibet i 2.041 a Thrayet.

## Etimologia
El mot Ksibet és un diminutiu de kasba, ‘alcassaba’ i, per tant, vol dir ‘petita fortalesa’. El nom prové d'una petita alcassaba que està a l'origen de la vila.

## Administració
Els dos nuclis de població formen la municipalitat o baladiyya Ksibet Thrayet, amb codi geogràfic 31 12 (ISO 3166-2:TN-12).
Al mateix temps, cada nucli constitueix un sector o imada, Ksibet Sousse (31 66 52) i Thrayet (31 66 53), dins de la delegació o mutamadiyya de Zaouit-Ksibet-Thrayet (31 66).